# Laguna de Perlas
Laguna de Perlas (en inglés: Pearl Lagoon) es un municipio de la Región Autónoma de la Costa Caribe Sur en la República de Nicaragua, que históricamente fue conocido como English Bank.

## Geografía
El municipio debe su nombre a la laguna natural costera más grande en importante del país Laguna de Perlas. El pueblo más importante de la zona es el homónimo Laguna de Perlas localizado a 40 kilómetros al norte de Bluefields. 
El término municipal limita al norte con el municipio de Desembocadura de Río Grande, al sur con el municipio de Kukra Hill, al este con el Mar Caribe y al oeste con los municipios de El Tortuguero y Kukra Hill.
La cabecera municipal está ubicada a 475 kilómetros de la capital de Managua.

## Historia
Laguna de Perlas, junto con la mitad oriental de la actual Nicaragua, fue un protectorado británico desde 1655 hasta 1860, período en el que la región se denominó Costa de Mosquitos.
Habitado originalmente por población de etnia kukra, pertenecientes al grupo ulua, quienes en la segunda mitad del siglo XVII iniciaron un mestizaje con naturales africanos llegados como esclavos; posteriormente su predominio se interrumpió por la expansión de la etnia misquita que en alianza con piratas ingleses les subyugaron hasta su absorción y extinción.
Un cañón del siglo XVIII situado en la calle principal tiene una inscripción que conmemora batallas entre facciones liberales y conservadoras. El cañón nunca se disparó con ira, se usó solo para celebraciones.
En 1860 fue creada la Reserva Mosquito por en Tratado de Managua.
Fue hasta 1894 que el gobierno del liberal José Santos Zelaya incorporó esa Reserva al territorio nacional. Hace aproximadamente un siglo, Laguna de Perlas era considerada la segunda capital del Reino de Mosquitia cuando el último rey Misquito fijó su residencia en la ciudad. Llegó allí después de que Henry Clarence lo depositara en Bluefields.
El municipio fue fundado en 1989 después de haber sido parte de Bluefields.

## Demografía
Laguna de Perlas tiene una población actual de 21,360 habitantes. De la población total, el 50.1% son hombres y el 49.9% son mujeres. Casi el 52.3% de la población vive en la zona urbana.

## Naturaleza y clima
El municipio tiene un clima denominado selva tropical, que es el más húmedo de Nicaragua, con valores máximos de precipitación anual de 4000 mm. Las temperaturas máximas no superan los 37 °C y la temperatura media del mes más frío es superior a los 18 °C.
El territorio se caracteriza por un relieve dominante plano hasta fuertemente ondulado, con pendientes que fluctúan entre 0 y 15%. Los suelos de esta unidad se han desarrollado a partir de sedimentos aluviales finos, con abundantes gravas silíceas y ocasionalmente pequeños cantos de grava de roca ígnea, todos ellos con minerales muy ácidos, ricos en sílice y aluminio y con poca reserva de bases, como consecuencia de ello estos suelos tienen una baja fertilidad.

## Localidades
Además de la cabecera municipal existen las principales comunidades son Haulover, Kakabila, Marshall Point, Pearl Lagoon, Orinoco, La Fe, Raitipura, Brown Bank, Tasbapauni, Set Net Point, Wawashan, San Vicente, Awas y Pedregal.

## Economía
La principal actividad económica de la zona es la agricultura y la pesca artesanal.

## Cultura
Las lenguas criollo y misquito son las más usadas en la cuenca de Laguna de Perlas, mientras el español se habla de ordinario solo por la población mestiza asentada junto a los ríos, en el interior del municipio. 
El inglés criollo o creole es el producto lingüístico final de la necesidad de comunicación entre europeos y africanos, en primer lugar para comerciar, hará
unos 350 años, y después el esclavismo amplió esa lengua, que era la enseñada por las madres esclavas a sus descendientes en sustitución de las lenguas nativas, de manera que fue ampliándose y profundizándose hasta convertirse en un lenguaje completo.
Similar a Bluefields, Palo de Mayo es una gran celebración entre la gente. Ahora dentro del mismo mes de mayo, personas de todo el municipio se reunirían en la comunidad de Laguna de Perlas para celebrar y compartir sus diferentes culturas y tradiciones.

## Transporte
Desde el municipio de Laguna de Perlas, actualmente existe una carretera pavimentada con concreto hidráulico de reciente construcción que conecta al casco urbano de Laguna de Perlas con el municipio de Kukra Hill y luego con el municipio de El Rama, es decir, que con la construcción de esa carretera se conectó por vía terrestre a Laguna de Perlas con la ciudad de Managua, capital de Nicaragua y el resto de la red vial pavimentada de Nicaragua. 
Antes de la construcción de la carretera pavimentada de reciente construcción existía un camino de ripio vía Haulover hasta el municipio de Kukra Hill y luego hacia El Rama y las demás redes viales de Nicaragua, es decir, que dicho municipio tenía una muy mala conexión terrestre con el resto de Nicaragua. 
El resto del municipio está prácticamente desprovisto de carreteras y el transporte se realiza en barco. Al sur de Bluefields hay un tráfico regular de barcos a través del río Cukra, que conecta la Laguna de Perlas con la bahía de Bluefields. Al norte del municipio de Desembocadura de Río Grande, se puede tomar un bote por el canal Top-Lock, que conecta la Laguna de Perlas con el río Grande de Matagalpa.

## Educación

Pearl Lagoon National Institute

En Laguna de Perlas hay tres escuelas. La escuela Beulah Light Burn que es solo para estudiantes de primaria y preescolar, el Pearl Lagoon National Institute solo para estudiantes de Secundaria y la Pearl Lagoon Academy of Excellence (PLACE) para estudiantes de preescolar, primaria y secundaria.

## Deportes

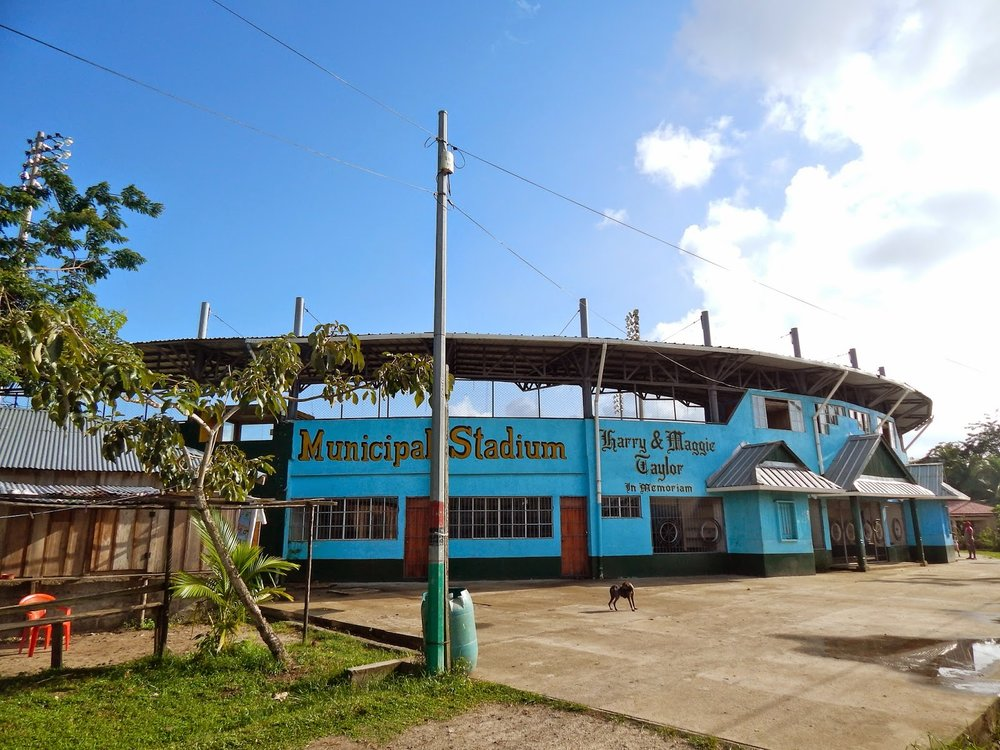
Harry and Maggie Taylor Municipal Stadium

El municipio de Laguna de Perlas tuvo cuatro equipos locales de béisbol, que jugaban los domingos durante la estación seca. Los cuatro equipos se llamaban Sweet Pearly, First Stop, The Young Brave y Haulover Tigers.
Los lanzadores Albert Williams y Devern Hansack, ambos nativos de Laguna de Perlas, jugaron en las Grandes Ligas de Béisbol. Aunque esos equipos ya no existen, el béisbol sigue siendo uno de los principales deportes de la comunidad que también se juega en la estación seca los domingos en el Harry and Maggie Taylor Municipal Stadium.

## Galería
|  |  |